# Georges Rossi (géographe)
 (septembre 2017).
Si vous disposez d'ouvrages ou d'articles de référence ou si vous connaissez des sites web de qualité traitant du thème abordé ici, merci de compléter l'article en donnant les références utiles à sa vérifiabilité et en les liant à la section « Notes et références ».
Pour les articles homonymes, voir Georges Rossi et Rossi.
Georges Rossi est un géographe français, professeur à l'université Bordeaux III, membre de l’unité mixte de recherche CNRS « ADES ». Il est né en 1946 dans la principauté de Monaco. Il a vécu de longues années en Afrique et a publié une thèse faisant toujours référence sur l'extrême nord de Madagascar.

## L'ingérence écologique
Il a publié en 2001 L'Ingérence écologique - Environnement et développement rural du Nord au Sud, ouvrage dans lequel il s'efforce de battre en brèche la vision écologiste que les pays du Nord portent sur les pays du Sud. Sa thèse s'articule autour de l'idée que la nouvelle volonté de protéger un environnement traditionnel constituerait un reliquat d'ethnocentrisme occidental, ignorant totalement la perspective historique du temps long. Il estime en effet que la conception actuelle de « l'environnement » est occidentale.
Georges Rossi se livre notamment à un développement concernant l'Amazonie dans lequel il affirme que cette région fut mise en valeur par des populations paléo-indiennes il y a plus de 43 000 ans — l'expression de forêt vierge la concernant serait donc erronée — et que la céramique y fut développée avant qu'elle le soit dans les Andes. Il s'engage également sur des réflexions concernant la question de l'érosion.
Les travaux de Georges Rossi s'intéressent donc au développement durable, et au risque d'un nouvel impérialisme par le truchement de la protection de la « nature ». C'est dans cet ordre d'idées qu'à l'approche de la conférence de Copenhague de 2009, il écrivait : « L’idée [du risque climatique] est devenue un dogme au sens propre, sur lequel même les scientifiques ne peuvent émettre des doutes sans passer pour des fumistes et être cloués au pilori, leurs résultats écartés des publications et leur carrière mise entre parenthèses ».